# Галерија грбова Парагваја
Галерија грбова Парагваја обухвата актуелни Грб Парагваја и  грбове парагвајских округа.

## Актуелни Грб Парагваја
- Грб Парагваја
- Грб Парагваја - наличје

## Грбови парагвајских округа
- Грб Алто Парана
- Грб Амамбај
- Грб Бокерон
- Грб Кагвазу (Парагвај)
- Грб Казапа
- Грб Сентрал (Парагвај)
- Грб Кордиљера (Парагвај)
- Грб  Гваира (Парагвај)
- Грб Итапуа
- Грб Мисионес
- Грб округа главног града Асунсион